# Primitivni komunizam
Primitivni komunizam je termin koju su upotrebljavali Karl Marx i Friedrich Engels za opisivanje svojeg razumijevanja pre-agrarne forme komunizma
 Ovaj model primitivnog komunizma odnosi se na rana ljudska društva, jer društva lovaca-sakupljača nemaju definirane hijerarhijske strukture i ne stvaraju proizvode viškove. Isto tako ta primitivna društva imaju sve odlike koje su označene kao ciljevi komunizma.
U ranim društvima, sve osobe koje su sposobne raditi sakupljaju hranu, i svi članovi dijele ono što se proizvelo sakupljanjem i s lovom. Privatno vlasništvo je bilo nepostojeće, ili je bilo toliko malo kao recimo odjeća i sitni osobni predmeti. Viškovi su bili nepostojeći jer, sve što se proizvelo brzo bi se potrošilo. Sve što je bilo trajnije vrijednosti kao alatke ili kuće bile su u vlasništvu zajednice. Zbog svega toga, nema potrebe za državom.